# لیک المو (مینه‌سوتا)
لیک المو (به انگلیسی: Lake Elmo) شهری در شهرستان واشینگتن ایالت مینه‌سوتا در کشور ایالات متحده آمریکا است که جمعیت آن در سرشماری سال ۲۰۱۰ میلادی، ۸۰۶۹ نفر بوده‌است.